# Baszir al-Dżumajjil
Baszir al-Dżumajjil, Baszir Dżemajel (fr. Bachir Gemayel, arab. بشير الجميل; ur. 10 listopada 1947 w Bejrucie, zm. 14 września 1982 tamże) – libański polityk, Maronita, dowódca wojskowy; prezydent Libanu.

## Rodzina
Al-Dżumajjil był synem Pierre’a al-Dżumajjila i bratem Amina al-Dżumajjila – libańskich polityków z wpływowej rodziny szejków Dżumajjil z Bikfajji. Z żoną Solange miał dwie córki: Maję i Youmnę oraz syna Nadima.

## Kariera polityczna
Ukończył studia prawnicze i prowadził praktykę adwokacką. Karierę polityczną rozpoczął w 1962, wstępując do partii „Kataeb”. W czasach wojny domowej w Libanie stanął na czele zbrojnych oddziałów tej partii. Był pierwszym, charyzmatycznym przywódcą prawicowych Sił Libańskich i zwolennikiem ścisłego sojuszu z Izraelem. W 1978 w czasie „studniowej wojny” wyparł oddziały wojsk syryjskich z obszarów zamieszkanych przez chrześcijan. Przyczynił się także do przerwania przez Syryjczyków oblężenia Zahle. Z drugiej zaś strony odpowiada za brutalną eliminację liderów konkurencyjnych frakcji chrześcijańskich, m.in. Tony’ego Farandżijji.
23 sierpnia 1982 został wybrany przez parlament prezydentem Libanu, choć muzułmańscy deputowani zbojkotowali głosowanie. 14 września tego samego roku, na dziewięć dni przed rozpoczęciem urzędowania, został zamordowany przez prosyryjskiego bojówkarza, Habiba Chartouniego. Do dziś Baszir al-Dżumajjil jest idolem wielu konserwatywnych maronitów.

## Odniesienia w kulturze
Zabójstwo Baszira al-Dżumajjiliego jest wspomniane w utworze zespołu KSU „Liban”, na płycie „Pod prąd”. Jednak, inaczej niż w tekście, morderca prezydenta został ustalony.